# Кубенское (Ленинградская область)
Кубенское (до 1948 — Хейнлахти, фин. Heinlahti) — упразднённый посёлок на территории Селезнёвского сельского поселения Выборгского района Ленинградской области.

## Название
Топоним Хейнлахти в переводе на русский язык означает «Покосный залив».
Согласно постановлению общего собрания колхозников колхоза «Победа» зимой 1948 года деревня Хейнлахти получила новое название — Кубенская. 

## История

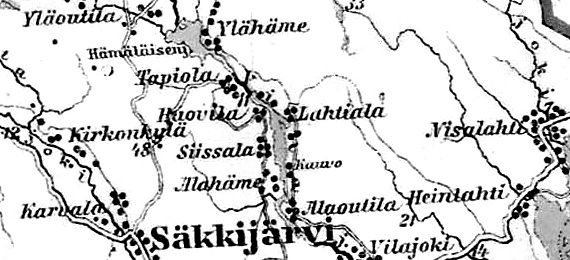
Деревня Хейнлахти на финской карте 1923 года

До 1939 года деревня Хейнлахти входила в состав волости Сяккиярви Выборгской губернии Финляндской республики.
С 1 января 1940 года по 31 октября 1944 года — в составе Карело-Финской ССР.
В послевоенные годы в ходе укрупнения хозяйства к посёлку были присоединены соседние селения Виланиеми, Вахваниеми и Репола.
Согласно административным данным 1966 и 1973 годов посёлок Кубенское входил в состав Большепольского сельсовета.
Согласно данным 1990 года посёлок Кубенское в составе Выборгского района не значился.
В настоящее время он представляет собой часть посёлка Чулково — урочище Кубенское на территории Государственного природного заказника «Кивипарк».

## География
Посёлок находится в западной части района к югу от автодороги А181 (часть E 18) «Скандинавия» (Санкт-Петербург — Выборг — граница с Финляндией).
Расстояние до ближайшей железнодорожной станции Пригородная — 22 км.
Через посёлок протекает ручей Форельный. Посёлок находится в месте впадения его в Выборгский залив — бухту Хейнлахти.